# Friedrich von Beck-Rzikowsky
Friedrich hrabě von Beck-Rzikowsky (německy Friedrich Ludwig Georg Ignaz Graf von Beck-Rzikowsky) (21. března 1830 Freiburgu im Breisgau – 9. února 1920 Vídeň) byl rakousko-uherský generál. Od roku 1846 sloužil v rakouské armádě a vynikl účastí v několika vojenských taženích. Uplatnil se jako štábní důstojník a působil ve vojenské administraci. Nakonec zastával řadu let funkci náčelníka generálního štábu rakousko-uherské armády (1881–1906) a patřil k blízkým spolupracovníkům císaře Františka Josefa. Díky tomu získal značný vliv i mimo oblast armády a patřil k důležitým osobnostem Rakouska-Uherska na přelomu 19. a 20. století. V armádě nakonec dosáhl hodnosti generálplukovníka a byl povýšen na hraběte.

## Životopis

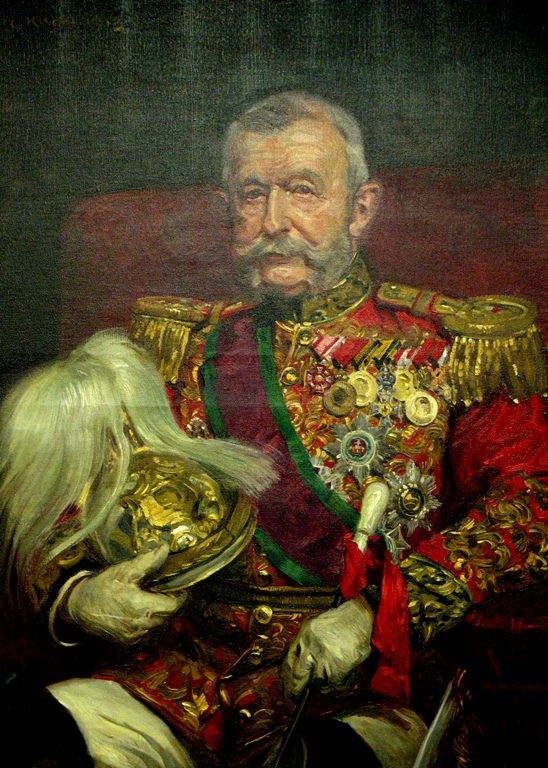
Hrabě Friedrich Beck-Rzikowsky (1913)

Pocházel z Hesenska a narodil se ve Freiburgu v rodině profesora chirurgie a oftalmologie Karla Josepha Becka (1794–1838). Friedrich nejprve studoval na gymnáziu ve Freiburgu, ale v roce 1846 vstoupil do císařské armády jako kadet, mezitím studoval na ženijní škole v Tullnu (1846–1848). Jako poručík a nadporučík sloužil u pěchoty a ženistů. V revolučních letech 1848–1849 se zúčastnil bojů v Itálii a Uhrách, kde byl zraněn. Poté studoval na vojenské školy pro vyšší důstojníky ve Vídni a po jejím dokončení vojenské školy byl v roce 1854 povýšen na kapitána v generálním štábu, od roku 1855 byl pobočníkem generála Hesse. Vynikl svou účastí ve válce se Sardinií a byl zraněn v bitvě u Magenty (1859). V letech 1859–1861 působil jako šéf protokolu vojenské komise Němekého spolku ve Frankfurtu nad Mohanem, kde se také oženil. V roce 1861 byl povýšen na majora, o dva roky později byl přidělen k císařově vojenské kanceláři (1863) a od té doby se datuje jeho blízký osobní vztah k Františku Josefovi. Postupoval v hodnostech (podplukovník 1865, plukovník 1867), mezitím byl nepřímým účastníkem prusko-rakouské války, kdy jako styčný důstojník vykonal několik cest z Vídně do hlavního stanu vrchního velitele Benedeka ve východních Čechách.

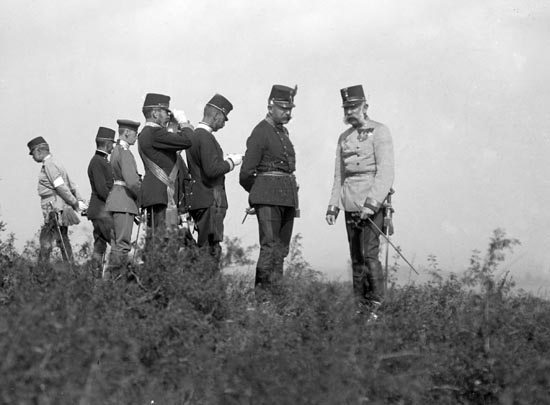
Polní zbrojmistr Friedrich von Beck s císařem Františkem Josefem na manévrech v Bystřici pod Hostýnem (1897)

Jako plukovník byl od roku 1867 přednostou císařské vojenské kanceláře (Vorstand der Militär-Kanzlei Seiner Majestät des Kaisers) V roce 1873 byl povýšen do hodnosti generálmajor. Jako šéf vojenské kanceláře byl od roku 1874 spolu s generálem Mondelem zároveň císařovým generálním pobočníkem. V době okupace Bosny a Hercegoviny byl pověřen tajnou diplomatickou misí do Bosny a téhož roku získal hodnost polního podmaršála (1878). Nakonec byl jmenován do funkce náčelníka generálního štábu rakousko-uherské armády, kterou vykonával čtvrt století (1881–1906). Zároveň byl od roku 1882 majitelem štýrského pěšího pluku č. 47. Roku 1888 získal hodnost polního zbrojmistra. Zasloužil se o modernizaci rakousko-uherské armády, proslul jako prostředník mezi reformátory a konzervativním vrchním velením v čele s arcivévodou Albrechtem. Vynikl jasným úsudkem a v personální politice armády prosazoval objektivní názory. Vzhledem k dlouholeté službě v nejvyšších funkcích si dokázal vybudovat osobní blízký vztah k císaři, což u rezervovaného Františka Josefa nebylo příliš obvyklé. Beckův vliv díky tomu přesahoval i do vnitřní a zahraniční politiky a v armádě se mu přezdívalo Vizekaiser (místocísař). Z funkce náčelníka generálního štábu byl s ohledem na svůj věk odvolán proti vůli císaře až na nátlak následníka trůnu Františka Ferdinanda a nahrazen progresívnějším Franzem Conradem (1906). Po odvolání obdržel čestnou hodnost kapitána císařské osobní gardy harcířů (Arcierenleibgarde). V roce 1908 získal hodnost generála pěchoty a nakonec byl ještě za první světové války povýšen do nově zřízené hodnosti generálplukovníka (1916). Formálně penzionován byl až po zániku monarchie k datu 1. prosince 1918.

## Rodina
V roce 1861 se ve Frankfurtu nad Mohanem oženil s baronkou Annou Marií Alžbětou Říkovskou z Dobrčic (1839–1900), dcerou c. k. polního podmaršála Leopolda Jana Říkovského z Dobrčic (1810–1867). Ten byl posledním mužským potomkem staré české šlechtické rodiny Říkovských z Dobrčic a Friedrich Beck po ovdovění požádal o rozšíření svého jména do podoby Beck-Rzikowsky (1913). Z jejich manželství pocházel jediný syn Friedrich (1872–1942), který v rakousko-uherské armádě dosáhl hodnosti plukovníka.

## Ocenění a tituly
V roce 1861 byl povýšen do šlechtického stavu s titulem rytíř, v roce 1878 získal titul svobodného pána a nakonec byl při příležitosti propuštění z funkce náčelníka generálního štábu povýšen na hraběte (1906). V roce 1913 obdržel majestát na sloučení svého jména s příjmením vymřelého rodu své manželky Říkovských z Dobrčic (Beck-Rzikowsky). V roce 1874 získal titul c. k. tajného rady a v roce 1885 byl jmenován doživotním členem rakouské Panské sněmovny.
Za účast ve válce v Itálii zíkal Vojenský záslužný kříž a Řád železné koruny III. třídy s válečnou dekorací (1859), později se stal nositelem rytířského kříže Leopoldova řádu (1868). V roce 1878 obdržel Řád železné koruny I. třídy, poté se stal nositelem velkokříže Leopoldova řádu (1885) a nakonec získal velkokříž uherského Řádu sv. Štěpána (1896).
Vzhledem k dlouholeté funkci náčelníka generálního štábu byl dekorován také řadou vyznamenání od zahraničních hlav států. Ve spojeneckém Německu obdržel Řád červené orlice I. třídy (1888) a rytířský kříž Řádu černé orlice (1893). Dále získal Řád čestné legie (Francie), Řád sv. Anny, Řád sv. Stanislava, Řád sv. Alexandra Něvského (Rusko), Řád lva a slunce (Persie), Řád Spasitele (Řecko, Řád Karla III. (Španělsko), Řád italské koruny, Řád sv. Mořice a Lazara (Itálie), Řád vycházejícího slunce (Japonsko), Řád rumunské hvězdy (Rumunsko), Řád Medžidie, Řád Osmanie (Osmanská říše), Řád bílého slona (Siam). Další řády získal v několika německých zemích (Bavorsko, Württembersko, Sasko).